# Hierba

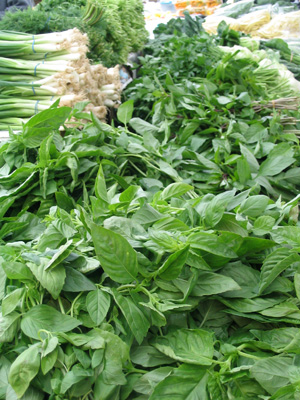
Hierbas.

La hierba o yerba (también llamado yuyo en Argentina y Uruguay) es una planta que no presenta partes leñosos permanentes. Los tallos de las hierbas son verdes, mueren generalmente al acabar la estación de crecimiento, siendo sustituidos por otros nuevos si la hierba es vivaz.
Hay dos tipos de hierbas: las graminoides, de hoja estrecha; y las forbias, de hoja ancha.

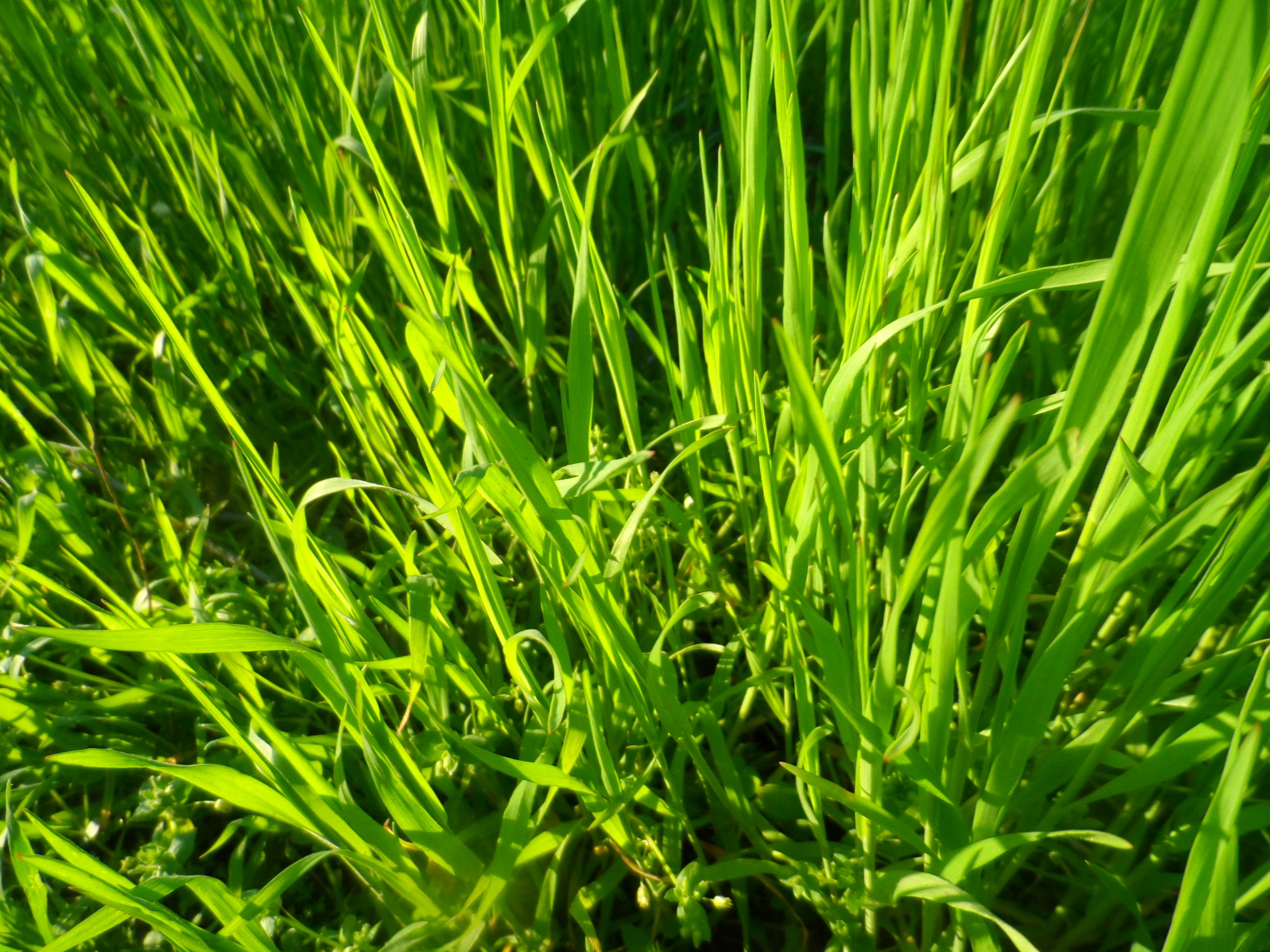
Hierba graminoide.

Muchas hierbas son anuales, naciendo de semilla al comienzo de la estación favorable, se desarrollan, fructifican y se secan, y dejan al acabar esta nuevas semillas en el suelo. Existen también hierbas vivaces, que retoñan desde tallos subterráneos o situados a ras de suelo. Los órganos subterráneos implicados son rizomas (tallos horizontales) y bulbos. Muchas hierbas bienales forman una roseta de hojas pegada al suelo en su primer año, en el que no se reproducen, y un tallo alto y florido, el escapo floral, en su segundo año.
Se llama megaforbias (hierbas gigantes) a plantas que respondiendo formalmente al concepto anterior, alcanzan un tamaño considerable, incluso de varios metros. Este es el caso, por ejemplo, de las diversas especies de bananas. 
En el lenguaje coloquial hierba o yerba es también cualquier planta que posee valor culinario o medicinal, con independencia de su carácter herbáceo o arbóreo, cuando la parte de la planta que se usa son las hojas o tallos tiernos. Por el contrario, las especias son las semillas, bayas, cortezas, raíces u otras partes de la planta.

## Historia
El filósofo griego Teofrasto dividió el mundo vegetal en árboles, arbustos y hierbas. Las hierbas llegaron a ser consideradas en tres grupos, a saber, hierbas de hoja (por ejemplo, cebollas), hierbas dulces (por ejemplo, tomillo) y hierbas para ensaladas (por ejemplo, apio silvestre). Durante el siglo XVII, cuando la cría selectiva cambió el tamaño, el sabor y otras características de las plantas y las alejó de la planta silvestre, las hierbas de hoja comenzaron a denominarse vegetales, ya que ya no se las consideraba adecuadas solo para la ensalada.
La botánica y el estudio de las hierbas fue, en sus comienzos, principalmente un estudio de los usos farmacológicos de las plantas. Durante la Edad Media, cuando la teoría humoral guiaba a la medicina, se postulaba que los alimentos, al poseer sus propias cualidades humorales, podían alterar el temperamento humoral de las personas. El perejil y la salvia se usaban a menudo juntos en la cocina medieval, por ejemplo, en el caldo de pollo, que se había ganado una reputación como alimento terapéutico en el siglo XIV. Una de las salsas más comunes de la época, la salsa verde, se hacía con perejil y, a menudo, también con salvia. En una receta del siglo XIV grabada en latín "para los señores, para calmar el temperamento y abrir el apetito", la salsa verde se sirve con un plato de queso y yemas de huevo enteras hervidas en vino aguado con hierbas y especias.

### Listado de hierbas y plantas relacionadas
El acta capitular de Carlomagno Capitulare de villis vel curtis imperii que data de finales del siglo VIII o principios del siglo IX y que se puede considerar como uno de los primeros catálogos de hierbas y plantas lista las siguientes plantas:
| Nr. | Nombre en latín en el Capitulare | Nombre científico (y familia)                                               | Nombre vulgar         |
| --- | -------------------------------- | --------------------------------------------------------------------------- | --------------------- |
| 1a  | lilium                           | Iris germanica L. (Iridaceae)                                               | lirio                 |
| 1b  | lilium                           | Lilium candidum L. (Liliaceae)                                              | azucena, lirio blanco |
| 2   | rosas                            | Rosa canina L. (Rosaceae)                                                   | rosa silvestre        |
| 3   | fenigrecum                       | Trigonella foenum-graecum L. (Fabaceae)                                     | fenugreco             |
| 4a  | costum                           | Saussurea costus (Falc.) Lipschitz (Asteraceae)                             |                       |
| 4b  | costum                           | Tanacetum balsamita L. (Asteraceae)                                         |                       |
| 5   | salviam                          | Salvia officinalis L. (Lamiaceae)                                           | salvia                |
| 6   | rutam                            | Ruta graveolens L. (Rutaceae)                                               | ruda                  |
| 7   | abrotanum                        | Artemisia abrotanum L. (Asteraceae)                                         | abrótano              |
| 8   | cucumeres                        | Cucumis sativus L. (Cucurbitaceae)                                          | pepino                |
| 9   | pepones                          | Cucumis melo L. (Cucurbitaceae)                                             | melón                 |
| 10  | cucurbitas                       | Cucurbita lagenaria L. = Lagenaria siceraria (Mol.) Standl. (Cucurbitaceae) | calabaza              |
| 11a | fasiolum                         | Vigna unguiculata (L.) Walp. (Fabaceae)                                     | judía de careta       |
| 11b | fasiolum                         | Dolichos lablab L. (Fabaceae) = D. purpureus (L.) Sweet                     | zarandaja             |
| 12  | ciminum                          | Cuminum cyminum L. (Apiaceae)                                               | comino                |
| 13  | ros marinum                      | Salvia rosmarinus Spenn. (Lamiaceae)                                        | romero                |
| 14  | careium                          | Carum carvi L. (Apiaceae)                                                   | alcaravea             |
| 15  | cicerum italicum                 | Cicer arietinum L. (Fabaceae)                                               | garbanzo              |
| 16  | squillam                         | Urginea maritima (L.) Baker (Hyacinthaceae)                                 | cebolla albarrana     |
| 17  | gladiolum                        | Gladiolus italicus Mill. (Iridaceae)                                        | gladiolo              |
| 18a | dragantea                        | Polygonum bistorta L. (Polygonaceae)                                        | bistorta              |
| 18b | dragantea                        | Artemisia dracunculus L. (Asteraceae)                                       | estragón              |
| 19  | anesum                           | Pimpinella anisum L. (Apiaceae)                                             | anís                  |
| 20a | coloquentidas                    | Citrullus colocynthis (L.) Schrad. (Cucurbitaceae)                          | coloquíntida          |
| 20b | coloquentidas                    | Bryonia alba L. (Cucurbitaceae)                                             | aguilonia             |
| 21a | solsequiam                       | Heliotropium europaeum L. (Boraginaceae)                                    | verrucaria            |
| 21b | solsequiam                       | Calendula officinalis L. (Asteraceae)                                       | caléndula             |
| 21c | solsequiam                       | Cichorium intybus (Asteraceae)                                              | achicoria             |
| 22a | ameum                            | Ammi copticum L. = Trachyspermum ammi (L.) Sprague (Apiaceae)               | bisnaga               |
| 22b | ameum                            | Meum athamanticum Jacq. (Apiaceae)                                          | meu                   |
| 23  | silum                            | Laserpitium siler L. (Apiaceae)                                             |                       |
| 24a | lactucas                         | Lactuca sativa L. (Asteraceae)                                              | lechuga               |
| 24b | lactucas                         | Lactuca virosa L. (Asteraceae)                                              | lechuga de bosque     |
| 25  | git                              | Nigella sativa L. (Ranunculaceae)                                           | pebreta               |
| 26  | eruca alba                       | Eruca sativa Mill. (Brassicaceae)                                           | ruca                  |
| 27  | nasturtium                       | Nasturtium officinale R.Br. (Brassicaceae)                                  | berro de agua         |
| 28  | parduna                          | Arctium lappa L. (Asteraceae)                                               | lampazo               |
| 29  | puledium                         | Mentha pulegium L. (Lamiaceae)                                              | poleo                 |
| 30a | olisatum                         | Angelica archangelica L. (Apiaceae)                                         | angélica              |
| 30b | olisatum                         | Smyrnium olusatrum L. (Apiaceae)                                            | apio caballar         |
| 31  | petresilinum                     | Petroselinum crispum (Mill.) Nym. ex A.W.Hill (Apiaceae)                    | perejil               |
| 32  | apium                            | Apium graveolens L. (Apiaceae)                                              | apio                  |
| 33a | levisticum                       | Ligusticum mutellina (L.) Crantz (Apiaceae)                                 |                       |
| 33b | levisticum                       | Levisticum officinale W.D.J.Koch (Apiaceae)                                 | apio de monte         |
| 34  | savinam                          | Juniperus sabina L. (Cupressaceae)                                          | sabina rastrera       |
| 35  | anetum                           | Anethum graveolens L. (Apiaceae)                                            | aneto                 |
| 36  | fenicolum                        | Foeniculum vulgare Mill. (Apiaceae)                                         | hinojo                |
| 37  | intubas                          | Cichorium intybus L. (Asteraceae)                                           | achicoria             |
| 38  | diptamnum                        | Dictamnus albus L. (Rutaceae)                                               | herba gitanera        |
| 39  | sinape                           | Sinapis alba L. (Brassicaceae)                                              | mostaza blanca        |
| 40  | satureiam                        | Satureja hortensis L. (Lamiaceae)                                           | ajedrea de jardín     |
| 41  | sisimbrium                       | Mentha aquatica L. (Lamiaceae)                                              | menta de agua         |
| 42  | mentam                           | Mentha spicata L. (Lamiaceae)                                               | Mentha spicata        |
| 43  | mentastrum                       | Mentha longifolia L. (Lamiaceae)                                            | menta de bosque       |
| 44  | tanazitam                        | Tanacetum vulgare L. (Asteraceae)                                           | tanaceto              |
| 45  | neptam                           | Nepeta cataria L. (Lamiaceae)                                               | hierba del gato       |
| 46a | febrefugiam                      | Centaurium erythraea Rafn (Gentianaceae)                                    | centáurea menor       |
| 46b | febrefugiam                      | Tanacetum parthenium (L.) Schultz Bip. (Asteraceae)                         | segura                |
| 47  | papaver                          | Papaver somniferum L. (Papaveraceae)                                        | amapola real          |
| 48  | betas                            | Beta vulgaris L. ssp. vulgaris convar. cicla (L.) Alef (Chenopodiaceae)     | remolacha             |
| 49  | vulgigina                        | Asarum europaeum L. (Aristolochiaceae)                                      | oreja de hombre       |
|     | mismalvas                        |                                                                             | malva                 |
| 50  | altaea                           | Althaea officinalis L. (Malvaceae)                                          | malví                 |
| 51  | malvas                           | Malva sylvestris L. (Malvaceae)                                             | malva major           |
| 52  | carvitas                         | Daucus carota L. (Apiaceae)                                                 | zanahoria             |
| 53  | pastenacas                       | Pastinaca sativa L. (Apiaceae)                                              | chirivía              |
| 54  | adripias                         | Atriplex hortensis L. (Chenopodiaceae)                                      | armuelle              |
| 55  | blidas                           | Amaranthus blitum L. (Chenopodiaceae)                                       | amaranto              |
| 56a | ravacaulos                       | Brassica rapa L. emend. Metzg. ssp. rapa (Brassicaceae)                     | nabo salvaje          |
| 56b | ravacaulos                       | Brassica oleracea var. gongylodes L. (Brassicaceae)                         | col                   |
| 57  | caulos                           | Brassica oleracea L. (Brassicaceae)                                         | col                   |
| 58a | uniones                          | Allium fistulosum L. (Alliaceae)                                            | cebolleta             |
| 58b | uniones                          | Allium ursinum L. (Alliaceae)                                               | ajo de oso            |
| 59  | britlas                          | Allium schoenoprasum L. (Alliaceae)                                         | cebollino             |
| 60  | porros                           | Allium porrum L. (Alliaceae)                                                | puerro                |
| 61  | radices                          | Raphanus sativus L. var. niger (Brassicaceae)                               | rábano                |
| 62  | ascalonias                       | Allium cepa L. var. ascalonicum (Alliaceae)                                 | cebolla               |
| 63  | cepas                            | Allium cepa L. var cepa (Alliaceae)                                         | cebolla               |
| 64  | alia                             | Allium sativum L. (Alliaceae)                                               | ajo                   |
| 65  | warentiam                        | Rubia tinctorum L. (Rubiaceae)                                              | rubia roja            |
| 66a | cardones                         | Dipsacus sativus (L.) Scholl. (Dipsacaceae)                                 | cardencha             |
| 66b | cardones                         | Cynara cardunculus L. (Asteraceae)                                          | cardo comestible      |
| 67  | fabas maiores                    | Vicia faba L. (Fabaceae)                                                    | haba                  |
| 68  | pisos Mauriscos                  | Pisum sativum L. (Fabaceae)                                                 | guisante              |
| 69  | coriandrum                       | Coriandrum sativum L. (Apiaceae)                                            | coriandrio            |
| 70  | cerfolium                        | Anthriscus cerefolium (L.) Hoffm. (Apiaceae)                                | perifollo             |
| 71  | lacteridas                       | Euphorbia lathyris L. (Euphorbiaceae)                                       | tártago               |
| 72  | sclareiam                        | Salvia sclarea L. (Lamiaceae)                                               | salvia romana         |
| 73  | Jovis barbam                     | Sempervivum tectorum L. (Crassulaceae)                                      | siempreviva           |

### Evoluciones posteriores
El incremento de intercambios entre culturas, los flujos con los pueblos africanos, la ruta de la seda, la ruta de las especias portuguesa y, sobre todo, el encuentro de los dos mundos a partir de 1492, resultó en un incremento muy sustancial de las hierbas usadas por la humanidad en la actualidad y de manera cotidiana en usos culinarios, medicinales y cosméticos, comparado con los tiempos de Carlomagno.

## Reproducción
Las hierbas perennes generalmente se reproducen mediante esquejes de tallos, ya sea esquejes de madera blanda de crecimiento inmaduro o esquejes de madera dura donde se ha raspado la corteza para exponer la capa de cambium. Por lo general, un corte tendrá aproximadamente de 3 a 4 pulgadas de largo. Las raíces de las plantas pueden crecer a partir de los tallos. Las hojas se quitan desde la parte inferior hasta la mitad antes de colocar el esqueje en un medio de crecimiento o enraizarlo en un vaso de agua. Este proceso requiere alta humedad en el ambiente, suficiente luz y calor en la zona de la raíz.

## Usos

### Culinario

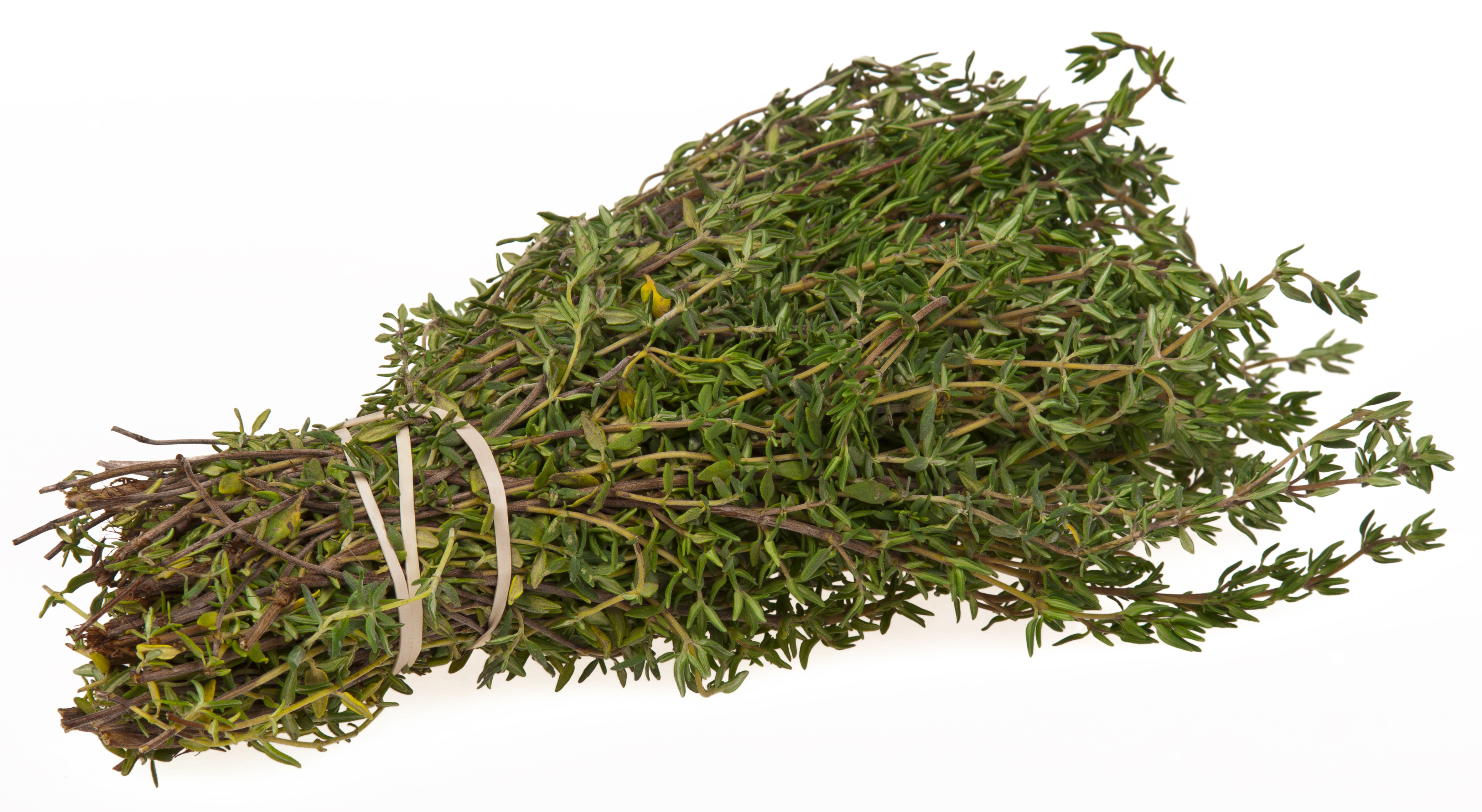
Un manojo de tomillo (Thymus).

Las hierbas culinarias se distinguen de las verduras en que, al igual que las especias, se utilizan en pequeñas cantidades y aportan sabor en lugar de sustancia a los alimentos.
Las hierbas pueden ser perennes como el tomillo, la salvia o la lavanda, las bienales como el perejil o las anuales como la albahaca. Las hierbas perennes pueden ser arbustos como el romero (Salvia rosmarinus) o árboles como el laurel (Laurus nobilis); esto contrasta con las hierbas botánicas, que por definición no pueden ser plantas leñosas. Algunas plantas se utilizan como hierbas y especias, como el eneldo y la semilla de eneldo o las hojas y semillas de cilantro. También hay algunas hierbas, como las de la familia de la menta, que se utilizan tanto con fines culinarios como medicinales.
El emperador Carlomagno (742–814) compiló una lista de 74 hierbas diferentes que se iban a plantar en sus jardines. La conexión entre las hierbas y la salud ya era importante en la Edad Media europea: el tratado The Forme of Cury  promueve el uso extensivo de hierbas, incluso en ensaladas, y afirma en su prefacio "el asentimiento y consejo de los Maestros en física y filosofía en la Corte del Rey".

### Tés
Algunas hierbas se pueden infundir en agua hirviendo para hacer infusiones de hierbas (también llamadas tisanas). Normalmente se utilizan hojas, flores, semillas secas, o las hierbas frescas. Los tés de hierbas tienden a estar hechos de hierbas aromáticas, pueden no contener taninos ni cafeína, y no suelen mezclarse con leche. Los ejemplos comunes incluyen té de manzanilla, o té de menta. Los tés de hierbas se utilizan a menudo como fuente de relajación o pueden asociarse con rituales.

### Medicina

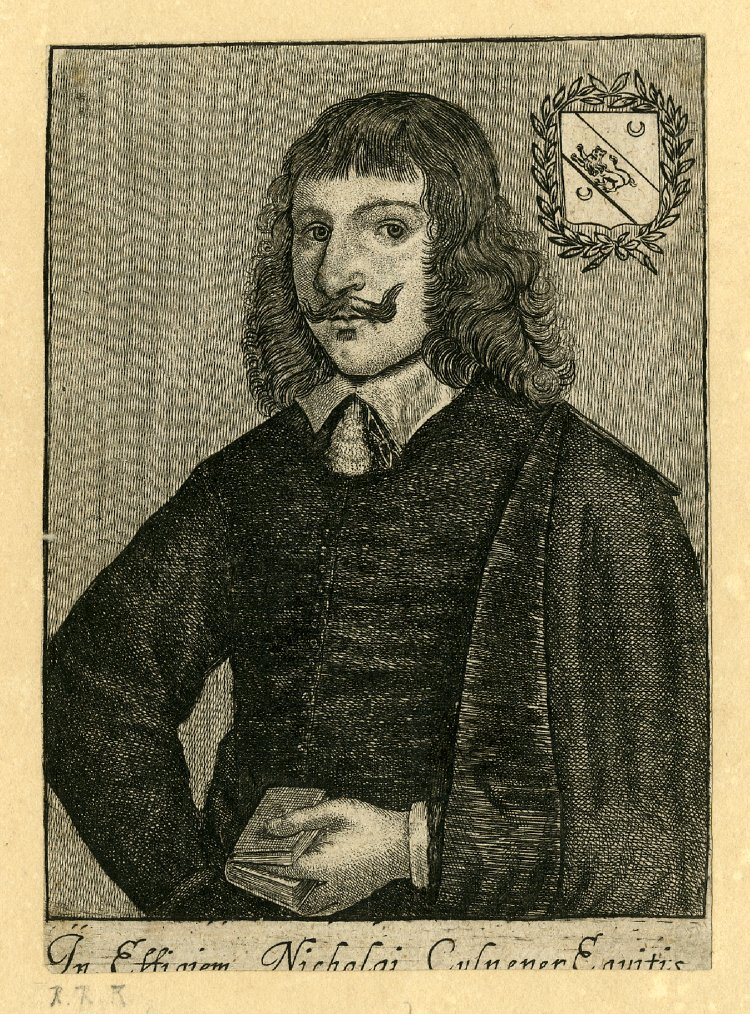
Nicholas Culpeper fue un botánico, herborista, médico y astrólogo inglés, (aguafuerte de Richard Gaywood entre 1644 y 1662).

Las hierbas se utilizaron en la medicina prehistórica. Ya en el año 5000 a. C., la evidencia de que los sumerios usaban hierbas en la medicina estaba inscrita en escritura cuneiforme.  En el año 162, el médico Galeno era conocido por inventar complicados remedios a base de hierbas que contenían hasta 100 ingredientes.
Algunas plantas contienen fitoquímicos que tienen efectos sobre el organismo. Puede haber algunos efectos cuando se consume en los niveles pequeños que caracterizan el "condimento" culinario, y algunas hierbas son tóxicas en grandes cantidades. Por ejemplo, algunos tipos de extracto de hierbas, como el extracto de hierba de San Juan (Hypericum perforatum) o de kava (Piper methysticum) se pueden utilizar con fines médicos para aliviar la depresión y el estrés. Sin embargo, grandes cantidades de estas hierbas pueden provocar una sobrecarga tóxica que puede implicar complicaciones, algunas de naturaleza grave, y deben usarse con precaución. También pueden surgir complicaciones cuando se toman con algunos medicamentos recetados.
Las hierbas se han utilizado durante mucho tiempo como la base de la medicina herbal china tradicional, y su uso se remonta al siglo I y mucho antes. En India, el sistema medicinal Ayurveda se basa en hierbas. El uso medicinal de hierbas en las culturas occidentales tiene sus raíces en el sistema de curación elemental hipocrático (griego), basado en una metáfora de curación elemental cuaternaria. Los famosos herbolarios de la tradición occidental incluyen Avicenna (persa), Galeno (romano), Paracelso (alemán suizo), Culpepper (inglés) y los médicos eclécticos con inclinaciones botánicas de América del siglo XIX y principios del siglo XX (John Milton Scudder, Harvey Wickes Felter, John Uri Lloyd). Los productos farmacéuticos modernos tienen su origen en medicinas a base de hierbas crudas y, hasta el día de hoy, algunas drogas todavía se extraen como compuestos fraccionados / aislados de hierbas crudas y luego se purifican para cumplir con los estándares farmacéuticos.
Hay un registro fechado en 1226 para '12d para Rosas para la Cámara del Barón y en 1516 para flores y juncos para las cámaras de Enrique IX.
Ciertas hierbas contienen propiedades psicoactivas que los seres humanos han utilizado con fines religiosos y recreativos desde principios del Holoceno, en particular las hojas y los extractos de las plantas de cannabis y coca. Las hojas de la planta de coca han sido masticadas por personas en las sociedades del norte de Perú durante más de 8000 años, mientras que el uso de cannabis como sustancia psicoactiva se remonta al siglo I en China y el norte de África.
Los pueblos indígenas australianos desarrollaron la "medicina del arbusto" basada en plantas que estaban fácilmente disponibles para ellos. El aislamiento de estos grupos significó que los remedios desarrollados fueron para enfermedades mucho menos graves que las enfermedades occidentales que contrajeron durante la colonización. Hierbas como la menta de río, la acacia y el eucalipto se utilizaban para la tos, la diarrea, la fiebre y los dolores de cabeza.

### Uso en rituales

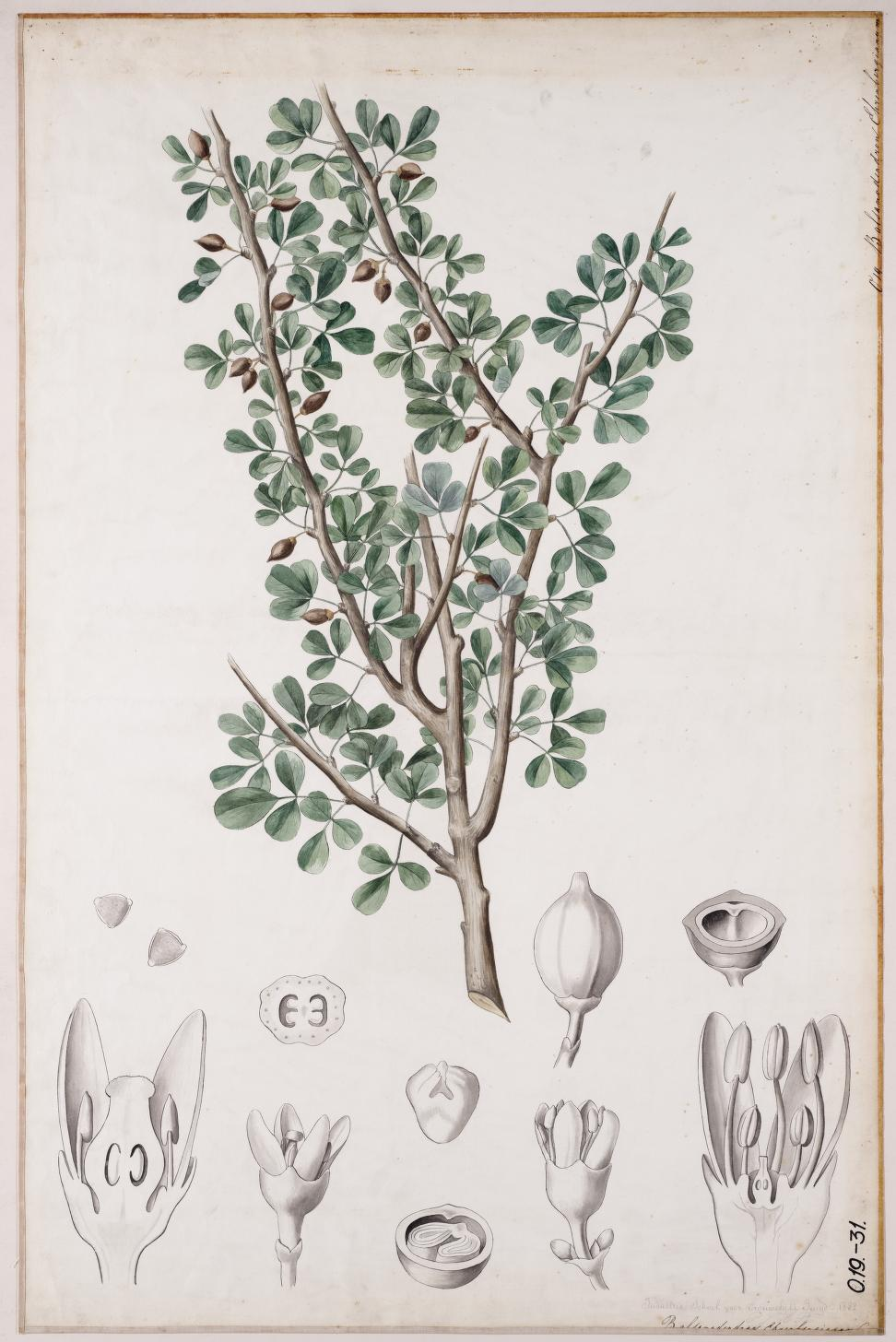
Commiphora gileadensis (Mirra de Galaad).

Las hierbas se utilizan en muchas religiones. Durante la era monástica, los monjes cultivaban hierbas junto con verduras, mientras que otras se reservaban en un jardín físico para fines específicos. Por ejemplo, mirra (Commiphora myrrha) e incienso (especie Boswellia sacra) en la religión helenística, el encanto de las nueve hierbas en el paganismo anglosajón, hojas de neem (Azadirachta indica), hojas de bael (Aegele marmelos), albahaca sagrada o tulsi (Ocimum tenuiflorum), cúrcuma o "haldi" (Curcuma longa), cannabis en el hinduismo y salvia blanca en Wicca. Los rastafari también consideran que el cannabis es una planta sagrada.
Los chamanes siberianos también usaban hierbas con fines espirituales. Las plantas pueden usarse para inducir experiencias espirituales para ritos de iniciación, como búsquedas de visión en algunas culturas nativas americanas. Los nativos americanos Cherokee usan salvia blanca y cedro para la limpieza espiritual y las manchas.

### Usos cosméticos
Originalmente, siempre hubo dudas en las sociedades antiguas, especialmente en el medio escéptico de las tradiciones occidentales, en cuanto a la eficacia de las medicinas a base de hierbas. El uso de cosméticos a base de hierbas se remonta a hace unos seis siglos en los países europeos y occidentales. A menudo se elaboraban mezclas y pastas para blanquear el rostro. Durante la década de 1940, la cosmética a base de hierbas dio un giro con el color de lápiz labial rojo emergente, y cada año adquirió un rojo más intenso. Los cosméticos a base de hierbas vienen en muchas formas, como cremas faciales, exfoliantes, pintalabios, fragancias naturales, polvos, aceites corporales, desodorantes y protectores solares. Se activan a través del epitelio de las glándulas sebáceas para hacer la piel más flexible. Los aceites ayurvédicos se utilizan ampliamente en la India y son apreciados por sus propiedades naturales para la salud.
Un método, y quizás el mejor, que se utiliza para extraer los aceites naturales de las hierbas para hacer el lápiz labial es la cromatografía de partición. El proceso implica la separación en solución acuosa y luego la inyección de color a presión.

### Otros usos
Las hierbas para esparcir son hierbas utilizadas para esparcir sobre los pisos de las viviendas y otros edificios. Estas plantas suelen tener olores fragantes o astringentes y muchas también sirven como insecticidas (por ejemplo, para repeler pulgas) o desinfectantes. Por ejemplo, la reina de los prados (Filipendula ulmaria) a veces se esparcía por los pisos en la Edad Media debido a su dulce olor.